# Jhonatan Candia
Jhonatan Marcelo Candia Hernández, noto semplicemente come Jhonatan Candia (Montevideo, 15 marzo 1995), è un calciatore uruguaiano, attaccante del Barracas Central.

## Caratteristiche tecniche
È un centravanti.

## Carriera
Cresciuto nel settore giovanile del Liverpool (M), ha esordito in prima squadra il 6 aprile 2013 disputando l'incontro di Primera División Profesional pareggiato 1-1 contro il Central Español. Rimasto con il club della capitale fino al 2018, ha trascorso le successive due stagioni con Boston River e Villa Española prima di passare agli argentini dell'Arsenal Sarandí nel gennaio 2020.
Il 1º luglio 2022 firma un contratto fino al 2025 con il Rosario Central, che acquista la metà del suo cartellino.

## Statistiche

### Presenze e reti nei club
Statistiche aggiornate al 28 aprile 2025.
| Stagione                | Squadra                 | Campionato              | Campionato | Campionato | Coppe nazionali | Coppe nazionali | Coppe nazionali | Coppe continentali | Coppe continentali | Coppe continentali | Altre coppe | Altre coppe | Altre coppe | Totale | Totale | Totale |
| Stagione                | Squadra                 | Comp                    | Pres       | Reti       | Comp            | Pres            | Reti            | Comp               | Pres               | Reti               | Comp        | Pres        | Reti        | Pres   | Reti   |        |
| ----------------------- | ----------------------- | ----------------------- | ---------- | ---------- | --------------- | --------------- | --------------- | ------------------ | ------------------ | ------------------ | ----------- | ----------- | ----------- | ------ | ------ | ------ |
| 2012-2013               | Liverpool (M)           | PD                      | 1          | 0          | -               | -               | -               | -                  | -                  | -                  | -           | -           | -           | 1      | 0      |        |
| 2014-2015               | Liverpool (M)           | SD                      | 9          | 3          | -               | -               | -               | -                  | -                  | -                  | -           | -           | -           | 9      | 3      |        |
| 2015-2016               | Liverpool (M)           | PD                      | 19         | 1          | -               | -               | -               | -                  | -                  | -                  | -           | -           | -           | 19     | 1      |        |
| 2016                    | Liverpool (M)           | PD                      | 13         | 1          | -               | -               | -               | -                  | -                  | -                  | -           | -           | -           | 13     | 1      |        |
| 2017                    | Liverpool (M)           | PD                      | 3          | 0          | -               | -               | -               | -                  | -                  | -                  | -           | -           | -           | 3      | 0      |        |
| Totale Liverpool (M)    | Totale Liverpool (M)    | Totale Liverpool (M)    | 45         | 5          |                 | -               | -               |                    | -                  | -                  |             | -           | -           | 45     | 5      |        |
| 2018                    | Boston River            | PD                      | 7          | 0          | -               | -               | -               | CS                 | 0                  | 0                  | -           | -           | -           | 7      | 0      |        |
| 2019                    | Villa Española          | SD                      | 22         | 10         | -               | -               | -               | -                  | -                  | -                  | -           | -           | -           | 22     | 10     |        |
| 2020                    | Arsenal Sarandí         | PD                      | 0          | 0          | CA+CM           | 0+10            | 0+4             | -                  | -                  | -                  | -           | -           | -           | 10     | 4      |        |
| gen.-giu. 2021          | Arsenal Sarandí         | PD                      | 0          | 0          | CA+CdL          | 0+10            | 0+2             | CS                 | 4                  | 2                  | -           | -           | -           | 14     | 4      |        |
| Totale Arsenal Sarandí  | Totale Arsenal Sarandí  | Totale Arsenal Sarandí  | 0          | 0          |                 | 20              | 6               |                    | 4                  | 2                  |             | -           | -           | 24     | 8      |        |
| lug.-dic. 2021          | Huracán                 | PD                      | 24         | 4          | CA+CdL          | 0               | 0               | -                  | -                  | -                  | -           | -           | -           | 24     | 4      |        |
| gen.-giu. 2022          | Huracán                 | PD                      | 5          | 0          | CA+CdL          | 1+14            | 0+4             | -                  | -                  | -                  | -           | -           | -           | 20     | 4      |        |
| Totale Huracán          | Totale Huracán          | Totale Huracán          | 29         | 4          |                 | 15              | 4               |                    | -                  | -                  |             | -           | -           | 44     | 8      |        |
| lug.-dic. 2022          | Rosario Central         | PD                      | 10         | 0          | CA+CdL          | 0               | 0               | -                  | -                  | -                  | -           | -           | -           | 10     | 0      |        |
| gen.-lug. 2023          | Rosario Central         | PD                      | 11         | 1          | CA+CdL          | 1+0             | 0               | -                  | -                  | -                  | -           | -           | -           | 12     | 1      |        |
| Totale Rosario Central  | Totale Rosario Central  | Totale Rosario Central  | 21         | 1          |                 | 1               | 0               |                    | -                  | -                  |             | -           | -           | 22     | 1      |        |
| lug.-dic. 2023          | Audax Italiano          | PD                      | 10         | 0          | CC              | 0               | 0               | -                  | -                  | -                  | -           | -           | -           | 10     | 0      |        |
| 2024                    | Barracas Central        | PD                      | 18         | 1          | CA+CdL          | 3+9             | 1+0             | -                  | -                  | -                  | -           | -           | -           | 30     | 2      |        |
| 2025                    | Barracas Central        | PD                      | 14         | 6          | CA              | 0               | 0               | -                  | -                  | -                  | -           | -           | -           | 14     | 6      |        |
| Totale Barracas Central | Totale Barracas Central | Totale Barracas Central | 32         | 7          |                 | 12              | 1               |                    | -                  | -                  |             | -           | -           | 44     | 8      |        |
| Totale carriera         | Totale carriera         | Totale carriera         | 166        | 27         |                 | 48              | 11              |                    | 4                  | 2                  |             | -           | -           | 218    | 40     |        |